# Le Sifflet
Le Sifflet: journal humoristique de la famille war eine Satirezeitschrift, die in Paris erschien und von Arthur Lévy herausgegeben wurde. Die Illustrationen stammen von Victor Collodion.